# 猪场乡 (隆林县)
猪场乡，是中华人民共和国广西壮族自治区百色市隆林各族自治县下辖的一个乡镇级行政单位。

## 行政区划
猪场乡下辖以下地区：
猪场村、岩圩村、那绍村、那岩村、烂木干村、那伟村、羊街村和平安村。